# Mauser C96
La Mauser  C-96  (o  C96 , sense el guió), va ser una pistola semiautomàtica d'ampli ús. Es va produir a Alemanya des del 1896 fins al 1937, i modificada - amb llicència o sense - en altres països com ara a Espanya i, especialment, a la Xina.

## Història
El desenvolupament de la C-96 va començar entre 1893 i 1894. La major part d'aquests treballs els van realitzar els germans Federle, que treballaven per a l'empresa Mauser en aquella època. El disseny final va aparèixer a principis de 1895 i l'havia patentat en Paul Mauser. La producció va començar el 1896. La C-96 es va oferir a l'exèrcit alemany, però en aquell moment el van rebutjar.
Aquesta arma es va utilitzar per primera vegada en accions de guerra durant la Guerra Bóer a Sud-àfrica (1899-1902).
Les principals característiques que distingeixen a la C-96, són el carregador intern situat davant del gallet, el llarg canó, la culata de fusta, que alhora li serveix de fonament, i el mànec amb forma del cap d'una escombra, que li va fer guanyar-se el sobrenom de "Broomhandle" (mànec d'escombra) en els països angloparlants. La Mauser C-96 pot considerar-se una de les primeres armes per a defensa personal, ja que el seu llarg canó i potent cartutx li atorgaven un abast més llarg i millor capacitat de penetració que la majoria de pistoles de l'època.

## Variants
Existeixen diverses variants, que inclouen la "Bolo-Mauser" (per Bolshevik Mauser), calibre 7,63 x 25 Mauser amb canó curt (99 mm) i mànec petit (anomenada així per les grans comandes del govern bolxevic de la Unió Soviètica durant els anys 20, quan els fabricants alemanys d'armes havien d'atenir-se a la restricció del Tractat de Versalles sobre la longitud del canó). A les variants amb carregadors extractables, la capacitat fluctua entre els 6 i els 40 cartutxos, amb models com la pistola automàtica M712 Schnellfeuer (foc ràpid, en alemany) de 1932, capaç de disparar ràfegues. Totes les versions van ser construïdes per emprar un culatí desmuntable de fusta, que alhora els serveix de funda. També es va fabricar un petit nombre de models carabina amb culata de fusta, guardamans de fusta i un canó més llarg.
El C-96 va prendre la seva forma final el 1912, quan es va adoptar un nou tipus d'assegurança (marcat NS - "Neue Sicherung"), juntament amb un extractor més curt i un martell més ampli i lleuger. El 1915, durant la Primera Guerra Mundial, l'Exèrcit Imperial Alemany va encarregar a la Mauser un lot de 150.000 pistoles C-96 recalibrades per al cartutx 9 x 19. Aquesta variant la van anomenar "Red 9", pel gran nombre gravat i pintat en vermell sobre les galtes, per evitar que els usuaris de la pistola no la carreguessin per error amb cartutxos 7,63 x 25 Mauser.
En el 1931-1932, els enginyers de Mauser van desenvolupar dues versions més recents de la C-96 - models 711 i 712. La diferència principal d'aquests models va ser l'adopció de carregadors extractables per a 10 o 20 cartutxos. El model 712 també incloïa un mecanisme selector de mode foc, amb el selector a la banda esquerra tir a tir i ràfega amb una cadència de 1.000 tpm. Aquestes armes es van utilitzar en quantitats limitades per l'exèrcit alemany en la Segona Guerra Mundial.
A Espanya es va fabricar com Astra Model 900, una còpia de la C96 manufacturada per Unceta y Compañia en diversos submodels, entre 1927 i 1936. També l'empresa armera Beistegui Hermanos la va fabricar com Royal per a l'exportació, i MM31 i MM34 (Model Militar) per a concursos d'adquisició nacionals en els calibres 7,63 x 25 Mauser, 9 mm Llarg i 38 Super.

## Munició
La C-96 es va calibrar originalment per al cartutx 7,63 × 25 mm Mauser, però se'n van produir diverses del calibre 9 x 19 i 9 mm Mauser Export (9 x 25), un cartutx més potent que el 9 mm Parabellum. Les versions del calibre .45 ACP les va produir la Xina a l'arsenal de Shansei el 1929. També es van fabricar quantitats limitades de pistoles C-96 calibrades per a cartutxos com el 7,65 x 25 Borchardt, 9 mm Mauser, 7,65 x 22 Parabellum, 9 mm Llarg (Bergmann) i 8,15 mm Mauser.

## Servei
La C-96 es va vendre a tot el món. Era l'arma predilecta de Winston Churchill, que en va utilitzar una a la batalla d'Omdurman i la Guerra dels Boers. Aquestes pistoles van servir en diversos conflictes colonials: la Primera Guerra Mundial, la Guerra Civil Espanyola, la Guerra del Chaco i la Segona Guerra Mundial, entre d'altres.

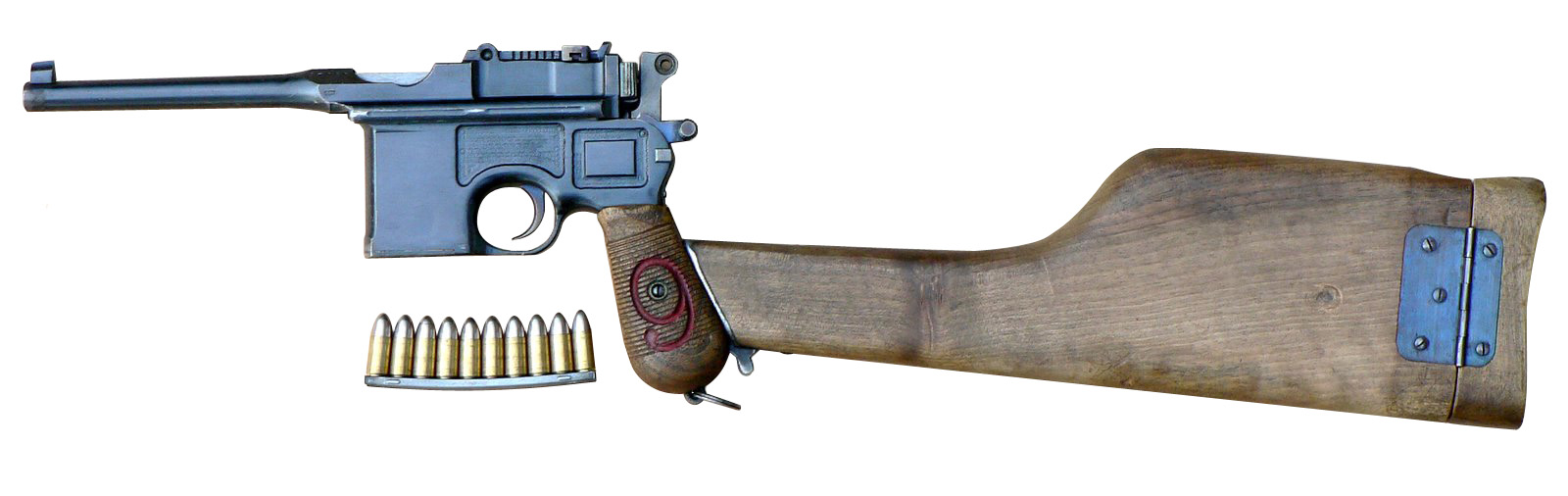
Una pistola Mauser C-96 M1916 Red 9, amb la seva funda-culatí acoblada i una pinta amb 10 cartutxos 9 x 19.

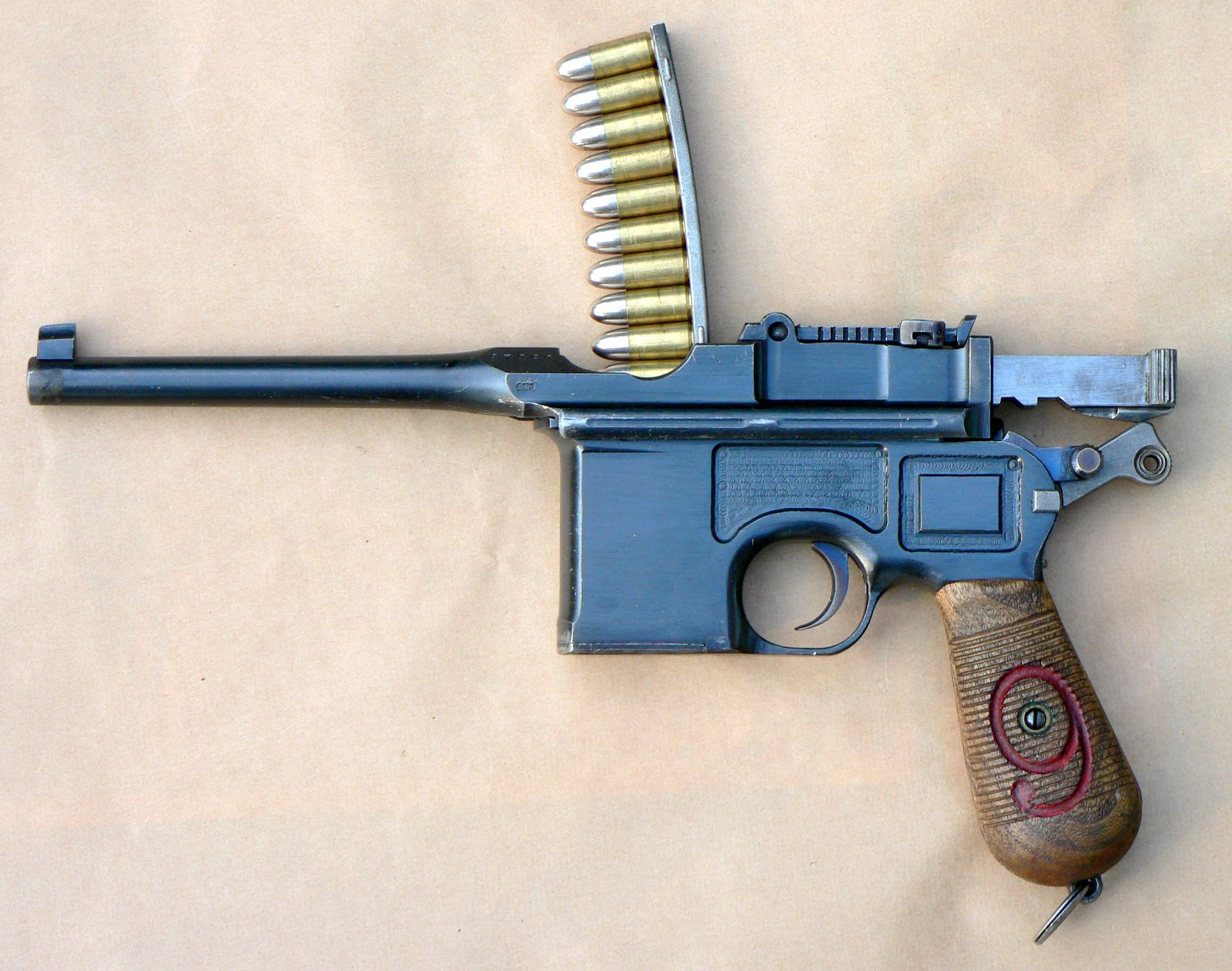
Recarregar una Mauser C-96 M1916 Red 9.

Es van vendre diverses pistoles C-96 a Rússia abans, durant i després de la Revolució d'Octubre. La Mauser va produir significatives quantitats de la variant amb canó curt per encàrrecs soviètics durant els anys 20, anomenant aquesta versió com "Mauser Bolo" (abreviació de bolxevic). La Mauser Bolo estava calibrada per al cartutx 7,63 x 25 Mauser.
Els xinesos van emprar extensivament models importats i còpies locals de la C-96 durant la Segona Guerra sinojaponesa i la Guerra Civil xinesa. Se l'anomenava "caixa canó" pel fet que es guardava a la funda-culatí de fusta, així com pel seu característic carregador intern. Algunes còpies locals xineses fins i tot tenien gravats nombres de sèrie de pistoles C-96 originals.
La C-96 la van utilitzar revolucionaris hindús durant el Moviment d'independència de l'Índia. Líders com ara Bhagat Singh, Chandrasekhar Azad, Asfhqulah Khan, Sukhdev Thapa i altres, van utilitzar pistoles Mauser traficades des de la Xina. La C-96 va ser l'arma preferida dels guàrdies jueus a la Palestina otomana i dels terroristes sionistes de la Haganà en el Mandat Britànic de Palestina. La majoria de pistoles havien estat comprades tant per particulars, com per agents del moviment d'assentaments jueus a Europa i enviades a Palestina. Malgrat la fama i popularitat d'aquesta pistola a nivell mundial, l'únic país on la C-96 va ser la principal pistola del seu Exèrcit i Policia va ser la República de la Xina. Avui la Mauser C-96 és una popular pistola entre els col·leccionistes; diverses d'elles han entrant en el mercat civil d'armes després de ser exportades des de la Xina.